# Klovharun

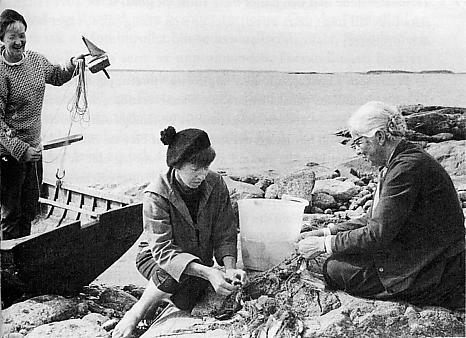
Tuulikki Pietilä, Tove Jansson och Signe Hammarsten-Jansson på Klovharun 1958.

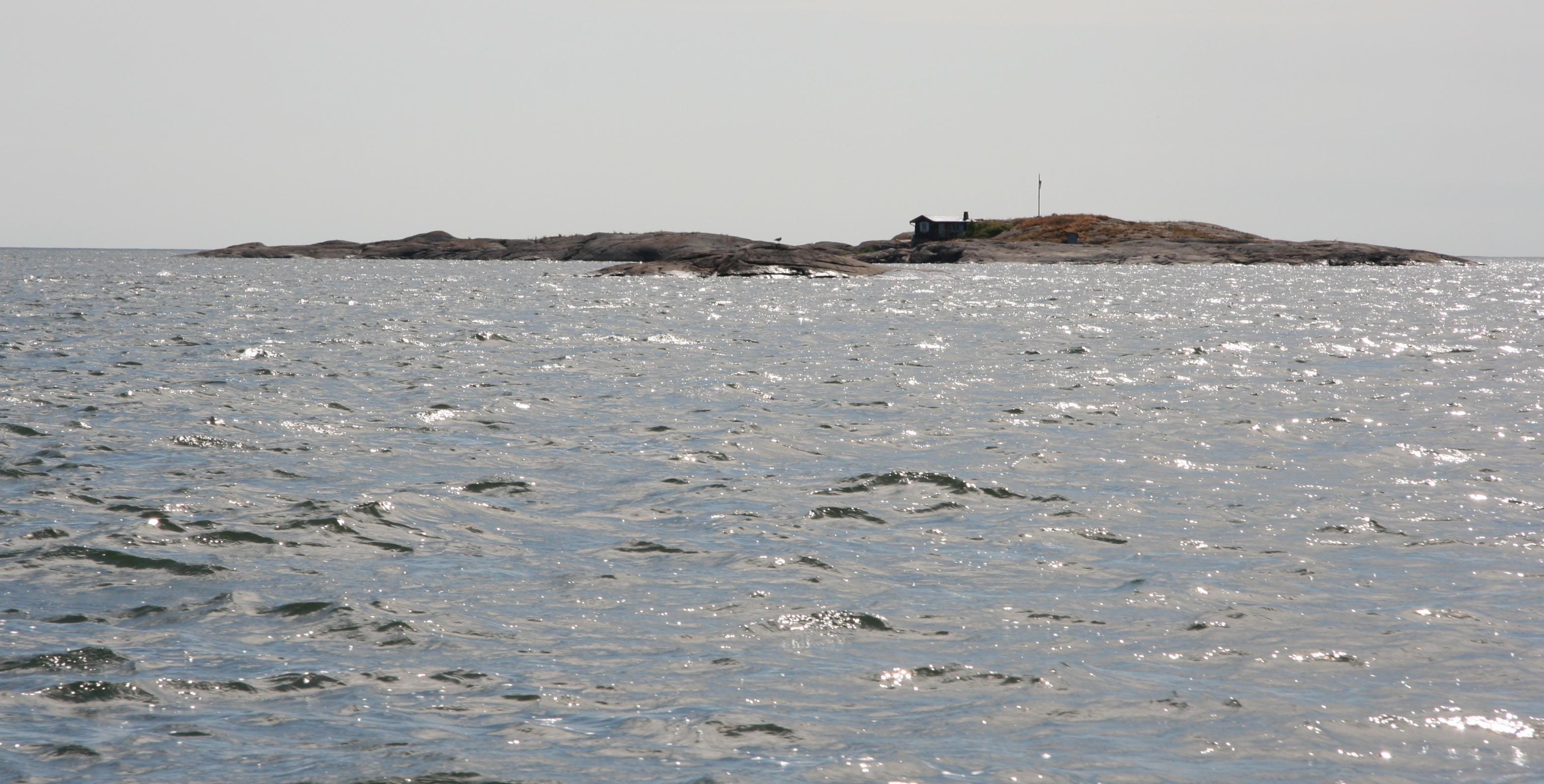
Klovharun

Klovharun, Klovaharun, eller Klovharu ("den  kluvna kobben") är en holme i Borgå skärgård. På ön finns en stuga, som tidigare ägdes av författaren Tove Jansson.
Klovharun tillhör ögruppen Pellinge längst ut i Borgå skärgård i Finska viken. Den är en låg holme utan träd på två hektar, och besvärlig att lägga till vid, när vinden blåser från fel håll och sjön går hög. Tove Jansson fick 1965 tillåtelse att uppföra ett hus där av alla intressenterna i denna samfällighetsö. Huset uppfördes därefter med hast samma höst av en lokal byggmästare utan byggnadslov, så att inte kommunen skulle sätta stopp för planerna. Denna taktik lyckades, och kommunen gav senare byggnadslov i efterhand. Huset ritades av Reima och Raili Pietilä. Huset är litet och enkelt och saknar elektricitet. Det har endast ett rum, med fönster i alla fyra väggarna, samt en två meter djup källare. 
Tove Jansson och hennes livskamrat Tuulikki Pietilä tillbringade under ett kvarts sekels tid somrarna tillsammans på Klovharun. De bodde på Klovharun fyra-fem månader, mellan april och oktober varje år. Livet på Klovharun skildras i Anteckningar från en ö, som de skrev tillsammans 1996. Tre år senare hade dokumentärfilmen Haru – de ensammas ö premiär, med filminslag från 1971 och framåt. På Klovharun skrev Tove Jansson bland annat Pappan och havet. Ön skildras också i Sommarboken.
Tove Jansson och Tuulikki Pietilä vistades på ön fram till 1991, då Tove Jansson var 76 år gammal. Deras båt Viktoria blev då obrukbar på ön vid en storm, varefter de beslöt att inte längre bo på ön. Tove Jansson donerade 1995 stugan till Pellinge hembygdsförening.